# Les Bleus (film)
Pour les articles homonymes, voir Les Bleus.
Pour plus de détails, voir Fiche technique et Distribution.
Les Bleus (Stripes) est un film américain réalisé par Ivan Reitman et sorti en 1981.

## Synopsis
Louisville (Kentucky). En l'espace d'une journée, John Winger perd son boulot de chauffeur de taxi, sa petite amie Anita, son appartement et sa voiture. Son ami Russell Ziskey, professeur d'anglais pour des adultes étrangers, a autant de veine que lui... Complètement fauché, John a l'idée de s'engager dans la United States Army. D'abord réticent, Russell se laisse convaincre. Les deux amis se retrouvent alors au Fort Arnold. Parcours du combattant et marches forcées deviennent ainsi leurs occupations quotidiennes. Ils vont devoir se soumettre à la discipline du sergent-instructeur Hulka. John se plait à se moquer de lui et à remettre en cause son autorité. Par ailleurs, John et Russell se rapprochent de deux policières de la MP, Louise Cooper et Stella Hansen.

## Fiche technique
- Titre original : Stripes
- Titre francophone : Les Bleus
- Réalisation : Ivan Reitman
- Scénario : Len Blum (en), Harold Ramis et Daniel Goldberg (en)
- Producteur : Ivan Reitman et Daniel Goldberg (en)
- Producteur associé : Joe Medjuck (en)
- Musique : Elmer Bernstein
- Directeur de la photographie : Bill Butler
- Montage : Harry Keller, Michael Luciano et Eva Ruggiero
- Distribution des rôles : Karen Rea
- Création des décors : James H. Spencer
- Décorateur de plateau : Carl Biddiscombe (en)
- Création des costumes : Richard Bruno (en)
- Distribution : Columbia Pictures
- Pays de production :  États-Unis
- Budget : 10 millions de dollars
- Genre : comédie militaire
- Durée : 123 minutes
- Dates de sortie en salles : 
  - États-Unis : 26 juin 1981
  - France : 31 mars 1982

## Distribution
Légende : Doublage de 1982, Redoublage de 2005
- Bill Murray (VF : Patrick Poivey[1], Idem) : Deuxième classe John Winger
- Harold Ramis (VF : Marc François[1], Pierre Laurent[1]) : Deuxième classe Russell Ziskey
- Warren Oates (VF : Jacques Deschamps[1], Michel Fortin[1]) : Sergent de première classe Hulka
- P. J. Soles (VF : Sylvie Feit[1]) : Stella Hansen
- Sean Young (VF : Béatrice Delfe[1], Céline Ronté[2]) : Louise Cooper
- John Candy (VF : Claude Brosset[1], Michel Mella[1]) : Deuxième classe Dewey "Ox/Le Bœuf" Oxberger
- John Larroquette (VF : Pierre Hatet[1], Emmanuel Jacomy[1]) : Capitaine Stillman
- John Diehl (VF : François Leccia , Mathias Kozlowski[1]) : Deuxième classe Howard "Le manche/Le Cuirassé" Dukestrat (Cruiser en VO)
- Lance LeGault (VF : Hervé Jolly[1], Patrick Floersheim) : le colonel Glass
- Conrad Dunn (en) (VF : Gilles Guillot, Ludovic Baugin[1]) : Deuxième classe Francis "Psycho" Soyer
- Judge Reinhold (VF : Gilles Tamiz) : Deuxième classe Elmo Blum
- Roberta Leighton (VF : Annie Balestra[1], Armelle Gallaud[1],[2]) : Anita
- Robert J. Wilke (VF : Raoul Guillet , Jacques Brunet) : le général Barnicke
- William Lucking (VF : Daniel Gall , Patrick Borg) : le recruteur Morgan
- Dave Thomas : M. C.
- Bill Paxton : un soldat
- Joe Flaherty : le garde frontalier / Sergent Crocker
- Dennis Quaid : un diplômé à la remise (non crédité)

## Production
Le tournage a lieu dans le Kentucky (Clermont, Fort Knox, West Point, Elizabethtown, Louisville), en Californie (Beverly Hills, Warner Bros. Studios).

## Accueil

### Box-office
Les Bleus remporte un succès commercial, rapportant 85 297 000 $ de recettes aux États-Unis, pour un budget estimé à 10 000 000 $. En revanche, le succès du film est bien moindre en France, puisqu’il totalise 582 828 entrées.

## Postérité
Le film est évoqué plusieurs fois dans la série Freaks and Geeks. Il est par ailleurs cité dans la série Les Griffin, au début de l’épisode « Dieu tu es là ? C’est moi, Peter » (saison 17, épisode 20).